# Labajos
Labajos é um município da Espanha na província de Segóvia, comunidade autónoma de Castela e Leão, de área 20,96 km² com população de 144 habitantes (2006) e densidade populacional de 6,99 hab/km².

## Demografia
| Variação demográfica do município entre 1991 e 2004 | Variação demográfica do município entre 1991 e 2004 | Variação demográfica do município entre 1991 e 2004 | Variação demográfica do município entre 1991 e 2004 |
| --------------------------------------------------- | --------------------------------------------------- | --------------------------------------------------- | --------------------------------------------------- |
| 1991                                                | 1996                                                | 2001                                                | 2004                                                |
| 169                                                 | 161                                                 | 140                                                 | 146                                                 |